# North of Hudson Bay

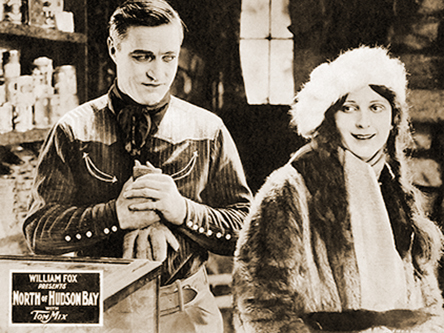
Advertentie voor de film

North of Hudson Bay is een Amerikaanse actiefilm uit 1923. De werktitel was The Journey of Death en als North of the Yukon ging deze film in première in Groot-Brittannië. De stomme film is deels bewaard gebleven en ligt in meerdere archieven opgeslagen.
In tegenstelling tot wat de titel doet vermoeden, is deze film niet opgenomen bij de Hudsonbaai. Sterker nog: de crew is niet eens in Canada geweest. De promotionele foto's werden begin 1923 - in 'veertig voet sneeuw' - gemaakt in Yosemite Valley, waarna de opnamen werden voortgezet in Truckee. In de filmstudio's van Fox Film Corporation in Los Angeles werd de film afgemaakt.

## Verhaal
Rancher Michael Dane (Tom Mix) gaat naar het noorden van Canada om zich bij zijn broer Peter (Eugene Pallette) te voegen die er rijkdom heeft vergaard met het delven van goud. Op de boot daar naartoe ontmoet hij Estelle McDonald (Kathleen Key) en wordt verliefd. Maar als hij op de bestemming aankomt, ontdekt hij dat Peter is vermoord en dat diens handelspartner Angus McKenzie (Will Walling) wordt vervolgd voor zijn dood. Dane is ervan overtuigd dat Angus onschuldig is en gaat op zoek naar de werkelijke dader - dit blijkt Cameron McDonald (Frank Campeau) te zijn, de oom van Estelle. Als McDonald omkomt door zijn eigen val, blijft Estelle onbeschermd achter. Dane redt haar, beschermt haar tegen een roedel wolven en keert met haar terug naar de Verenigde Staten.

## Rolverdeling
| Acteur          | Personage          |
| --------------- | ------------------ |
| Tom Mix         | Michael Dane       |
| Kathleen Key    | Estelle McDonald   |
| Jennie Lee      | De moeder van Dane |
| Frank Campeau   | Cameron McDonald   |
| Eugene Pallette | Peter Dane         |
| Will Walling    | Angus McKenzie     |
| Frank Leigh     | Jeffrey Clough     |
| Fred Kohler     | Armand LeMoir      |